# John Conyers (mort en 1490)
John Conyers (mort en 1490) est un membre de la Pairie d'Angleterre, qui a participé à la Guerre des Deux-Roses.

## Biographie
Il est le fils de Christopher Conyers, bailli de Richmond. Basé au château de Hornby, Conyers est initialement un vassal du comte de Salisbury. Il combat avec Salisbury pour la Maison d'York lors de la bataille de Blore Heath le 23 septembre 1459. 
Conyers sert ensuite le comte de Warwick, fils aîné et héritier de Salisbury. Il combat ainsi le roi Édouard IV lors de la rébellion de Warwick en 1469 lors de la bataille d'Edgecote Moor. Certains contemporains ont affirmé qu'il était le meneur de la rébellion sous le nom d'emprunt de Robin de Redesdale. Conyers se soumet finalement à Édouard en mars 1470. 
Lorsqu'Édouard est restauré en 1471, Conyers est nommé juge de paix du Yorkshire. Apprécié par Richard III lorsqu'il accède au trône en 1483, Conyers est nommé chevalier du corps et reçoit une rente annuelle de 200 marcs. Il est élu à l'ordre de la Jarretière. En août 1485, il combat pour le roi lors de la bataille de Bosworth.
Pardonné par le nouveau roi Henri VII, il reçoit des terres dans le Richmondshire en février 1486. Il reste fidèle à Henri lors de la rébellion de Francis Lovell et des frères Stafford en avril 1486. Il meurt le 14 mars 1490. Son fils John ayant été tué à Edgecote, c'est son petit-fils William qui hérite de ses titres.